# BT.2020

Tutte le cromaticità della gamma dei colori BT.2020 rientrano nel triangolo che collega i colori primari

La raccomandazione ITU-R BT.2020, nota comunemente con le abbreviazioni Rec. 2020 o BT.2020, definisce lo standard per la codifica dei segnali video digitali UHDTV-1 (4K) e UHDTV-2 (8K) impiegato per la televisione a ultra alta definizione; per quanto riguarda la risoluzione, la frequenza dei fotogrammi, il sottocampionamento della crominanza, la profondità di colore e lo spazio colore.
La raccomandazione è stata pubblicata per la prima volta sul sito ufficiale dell'ITU il 23 Agosto 2012. La terza (e al momento ultima) versione è stata rilasciata nel 2015.

## Dettagli tecnici

### Risoluzione
Rec. 2020 definisce due risoluzioni di 3840 × 2160 (4K o UHDTV-1) e 7680 × 4320 (8K o UHDTV-2). Queste risoluzioni hanno un rapporto d'aspetto di 16:9 e usano pixel quadrati, cioè con PAR di 1:1.

### Tasso dei fotogrammi
Rec. 2020 specifica i seguenti tassi di fotogrammi: 120p, 60p, 59.94p, 50p, 30p, 29.97p, 25p, 24p, 23.976p.Sono permessi solo frame rate progressivi.

### Rappresentazione digitale
Rec. 2020 definisce una profondità di colore o di 10 bit o di 12 bit.

### Colorimetria
| Spazio colore | Punto bianco | Punto bianco | Colori primari | Colori primari | Colori primari | Colori primari | Colori primari | Colori primari |
| Spazio colore | xW           | yW           | xR             | yR             | xG             | yG             | xB             | yB             |
| ------------- | ------------ | ------------ | -------------- | -------------- | -------------- | -------------- | -------------- | -------------- |
| ITU-R BT.2020 | 0.3127       | 0.3290       | 0.708          | 0.292          | 0.170          | 0.797          | 0.131          | 0.046          |